# والنتینا مونتا
والنتینا مونتا (به انگلیسی: Valentina Monetta) (زاده ۱۴ آوریل ۱۹۹۹) خواننده سن مارینویی است.
او در مسابقه آواز یوروویژن ۲۰۱۴ نماینده سن مارینو بود.
او همچنین در مسابقه آواز یوروویژن ۲۰۱۷ به همراه جیمی ویلسون نماینده سن مارینو بود .